# Zgornje Vinare
Zgornje Vinare (nemško Obernarrach) je naselje v Občini Žitara vas v Okraju Velikovec na Koroškem v Avstriji.